# Mayinga N'Seka
Mayinga N'Seka (née en 1954 - morte le 19 octobre 1976 à Kinshasa) est une infirmière zaïroise, victime de la maladie à virus Ebola lors de l'épidémie de 1976 au Zaïre.

## Biographie
Mayinga travaille comme infirmière à l'hôpital Mbalad de Kinshasa et contracte le virus d'Ebola après s'être occupée d'une religieuse catholique romaine venue pour se faire soigner à l'hôpital de la mission de Yambuku, où l'épidémie commence. Elle est identifiée à tort comme le cas index par plusieurs sources, mais un rapport de la commission de l'Organisation mondiale de la santé sur l'épidémie répertorie une autre personne de Yambuku : monsieur Mabalo Lokela, comme vrai cas index. Agé de 44 ans acheteur de la viande au Soudan, qui décède le 8 septembre 1976, plus d'un mois avant N'Seka.

## Témoignage
Dans son livre sur l'épidémie d'Ebola de 1976, "William Close" relate que N'Seka avait soigné la sœur Fermina, travailleuse à la mission catholique de Yambuku, le centre de l'épidémie. Une autre religieuse et un prêtre avaient également été conduits dans la capitale pour y être soignés. Les responsables se sont précipités pour trouver les contacts de N'Seka dans la ville, y compris le personnel de l'ambassade des États-Unis (où elle avait finalisé un visa étudiant). 
La sœur fermina est décède à l'hôpital de Kinshasa alors qu'elle tente de rentrer en Belgique pour un diagnostic sur la maladie. La nature hautement contagieuse et mortelle de la maladie est encore inconnue au moment où N'Seka traite Fermina, et aucune précaution singulière n'est mise au point pour éviter tout contact avec le sang ou les liquides de la religieuse. Agée seulement de 22 ans, elle se prépare à se rendre en Amérique pour étudier les soins infirmiers approfondis grâce à une bourse qu'elle a obtient au moment où elle trouve la mort.

## Héritage
On rapporte qu'après sa mort, le sang de N'Seka est également utilisé dans le monde entier pour obtenir les diverses fréquences et structures de souches concernant le virus Ebola. Mais aucune entente n'a été conclue avec le gouvernement pour le distribuer.

## Mort
Mayinga N'seka décède à la clinique Ngaliema le 19 octobre 1976, en ce moment, Il y a 318 cas dans cette épidémie avec un taux de mortalité de 88%.